# Louis Mie
Pour les articles homonymes, voir Mie (homonymie).
Ne doit pas être confondu avec Louis Augustin Mie.
Jean, Baptiste, Louis, Philippe Mie plus connu sous le nom de Louis Mie, né le 28 février 1831 à Tulle et mort le 31 octobre 1877 à Paris, est un homme politique français.

## Biographie
Jean, Baptiste, Louis, Philippe naît à Tulle le 28 février 1831 de père et de mère inconnus. Il porte le nom de famille de Justin Mie, polytechnicien, capitaine à la manufacture d'armes de Tulle, compagnon de sa mère adoptive, Marie Marguerite Philippine Chirat. Son père est un ardent républicain, membre pendant la Restauration de la Société des droits de l'Homme. Son oncle, Louis Augustin Mie, dit Auguste Mie, est un avocat à Périgueux comme l'était son père, Jacques Mie.

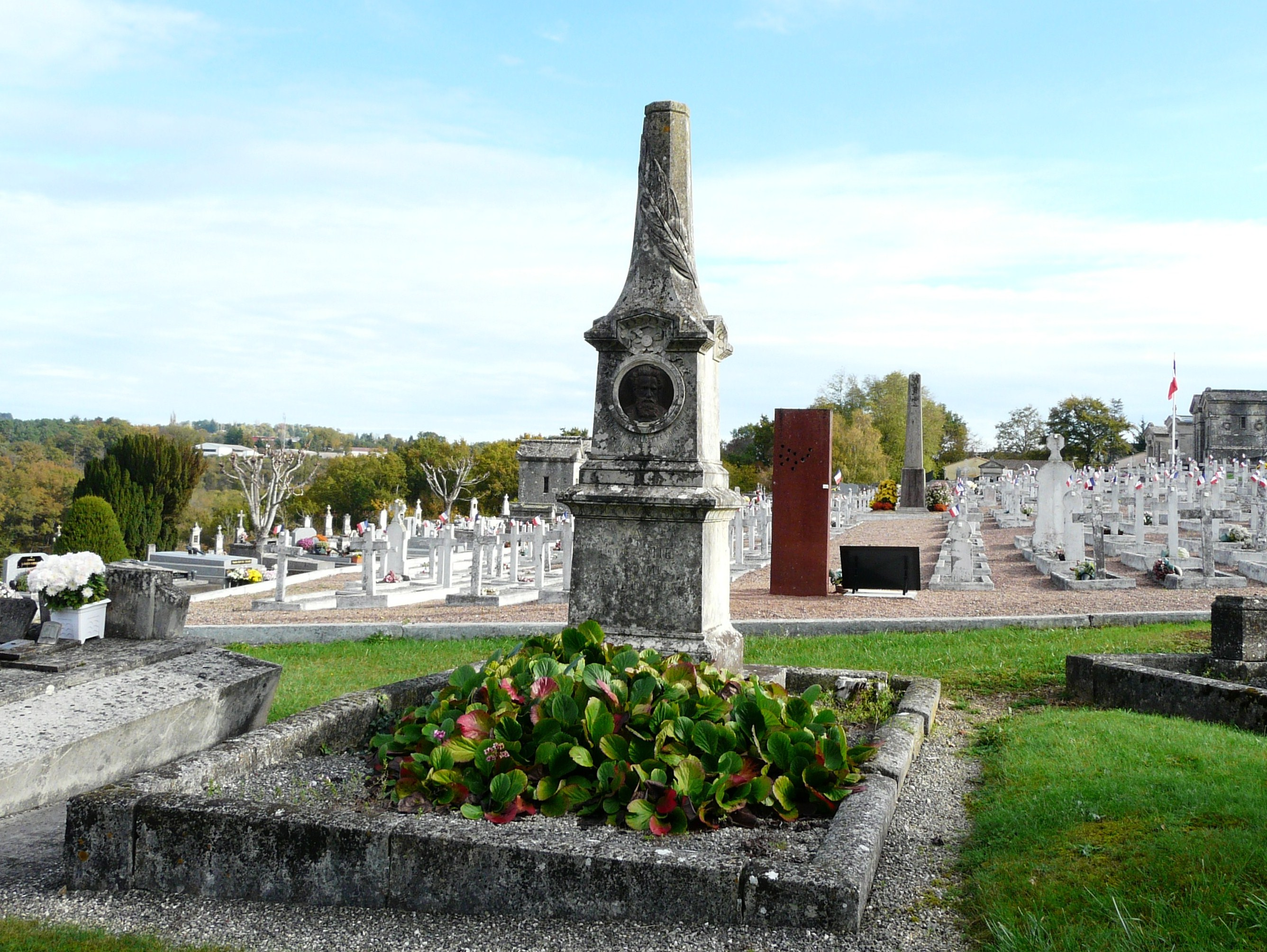
La tombe de Louis Mie au cimetière du Nord de Périgueux.

Il est élève au collège de Périgueux en 1847, puis de celui d'Angoulême en 1848. Il étudie le droit à Poitiers. Lors du coup d'État du 2 décembre 1851, il prend un fusil de chasse et se rend sur la place du Triangle, à Périgueux, où s'est réunie une foule. Il se trouve face à un régiment d'infanterie placé là par le préfet Calvimont.
Il devient avocat, inscrit au tableau de l'ordre des avocats près le tribunal de Périgueux le 13 juillet 1856. Le 9 août 1856, il se marie avec Anne Gragg Gallagher, une orpheline anglaise de 19 ans retirée chez sa tante, à Périgueux, née à Calcutta où son père a été un riche négociant.
Il est élu conseiller municipal de cette ville en 1855, mais il est suspendu par le préfet quinze jours plus tard. Il est de nouveau élu à cette fonction en 1867. Avec Victor Hugo, il visite les proscrits en Belgique. En 1869, il participe au Congrès de la paix et de la liberté, à Lausanne.
Il fonde le journal La République de la Dordogne en 1870. En 1870-1871, lors du procès de l'affaire de Hautefaye, il défend l'un des principaux accusés. De 1871 à 1877, il est conseiller général du canton de Périgueux.
En 1875, il quitte la Dordogne. En mars 1876, installé à Bordeaux, il se présente à la députation et est battu aux élections législatives dans la deuxième circonscription de la Gironde. En mars 1877, après le décès de Pierre Sansas, il réitère sa candidature et est élu à la Chambre des députés où il siège à l'extrême-gauche. Il fait partie des 363 députés qui refusent la confiance au gouvernement de Broglie, le 16 mai 1877. Il est réélu de façon écrasante le 18 octobre de la même année. Quelques jours après, le 31 octobre, il meurt à son domicile du boulevard de Courcelles dans le 8e arrondissement de Paris des suites d'une maladie de poitrine. En juin 1883, ses cendres sont rapatriées à Périgueux, au cimetière du Nord.

## Famille
Il est le frère de Mie d'Aghonne (1823-1897), écrivaine, elle aussi née de père et de mère inconnus.

## Hommages
En région Nouvelle-Aquitaine, plusieurs voies portent le nom de « rue Louis-Mie » : à Bordeaux (depuis 1901), Brive-la-Gaillarde, Périgueux (depuis 1881), Sarlat-la-Canéda et Tulle.
Un roman a été écrit sur Louis Mie et l'affaire de Hautefaye.

## Ouvrages
- La franc-maçonnerie et l'évêque de Périgueux, 1869.
- Le soldat sait mourir ! Le peuple sait payer ! À qui le profit ?, 1869 (lire en ligne).
- Appel aux électeurs de Périgueux au sujet du plébiscite de 1870, 1870 (lire en ligne).
- La République par la loi, 1870 (lire en ligne).
- Tu ne défendras plus !, 1875 (lire en ligne).
- La mort de Millière. Déposition pour l'histoire, 1876 (lire en ligne).